# Berent Kavaklıoğlu
Ali Berent Kavaklıoğlu (Ankara, 4 maggio 1986) è un cestista turco.